# Infest (banda)
Infest es una banda de hardcore punk norteamericana formada a mediados de los años 1980, la cual fue precursora en el género musical de powerviolence, siendo absolutamente influyente en el mismo. Inicialmente se disolvieron en 1991, pero se reunieron en 1995 únicamente para grabar el álbum de estudio No Man's Slave, y finalmente volver a la actividad regular a principios de 2013. Tras más de 30 años de carrera, Matt Domino y Joe Denunzio han sido los dos únicos miembros fundadores que permanecen constantes a lo largo de la trayectoria de la banda.

## Miembros

### Actuales
- Joe Denunzio: Vocalista (1985-1991, 1995, 2013-)
- Matt Domino: Guitarrista (1985-1991, 1995, 2013-)
- Chris Dodge: Bajista (2013-)
- Jorge Herrera: Baterista (2017-)

### Antiguos
- Chris Clift: Baterista (1985-1991)
- Dave Ring: Bajista (1985-1991)
- RD Davies: Baterista (1995, solamente en estudio)
- Bob Kasitz: Baterista (2013-2017)

## Discografía[1]

### Álbumes de estudio
- Infest (Demo, 1987)
- Slave (Off The Disk, 1989)
- No Man's Slave (Deep Six Records, 2003, grabado en 1995)

### EP
- Machismo (Draw Blank Records, 1988)
- Mankind (Draw Blank Records, 1991)
- Days Turn Black (Deep Six Records, 2013, grabado en 1995[2])

### Álbumes en vivo
- Live KXLU (Deep Six Records, 2001, grabado en 1991)

### Splits
- Infest/PHC (Slap-a-Ham Records, 1990, en vivo)